# Wizz Air

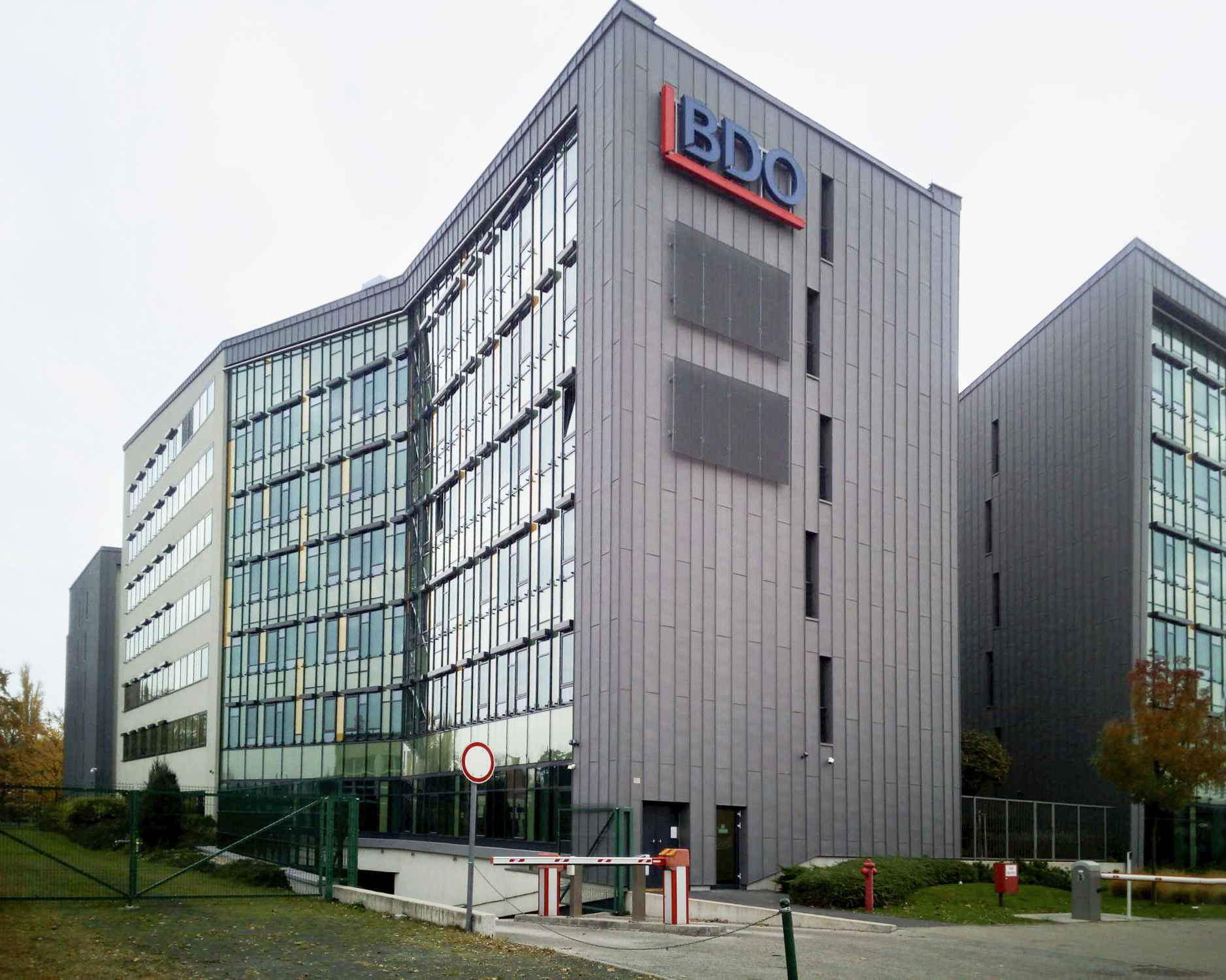
Laurus Offices Building B, a sede da Wizz Air

A Wizz Air é uma companhia aérea de baixo custo húngara, fundada em junho de 2003 e com sede no Aeroporto de Budapeste Ferenc Liszt na Hungria. Seis pessoas com uma ampla gama de conhecimentos de aviação uniram-se com József Váradi, CEO da companhia. Em apenas três meses, Wizz Air era uma empresa registada pronto para voar. A empresa é registada na Hungria e no Reino Unido, estando a holding do grupo regisada na praça off-shore de Jersey (ilhas do Canal). É a maior companhia aérea de baixo custo na Europa Central e Oriental.

## Frota

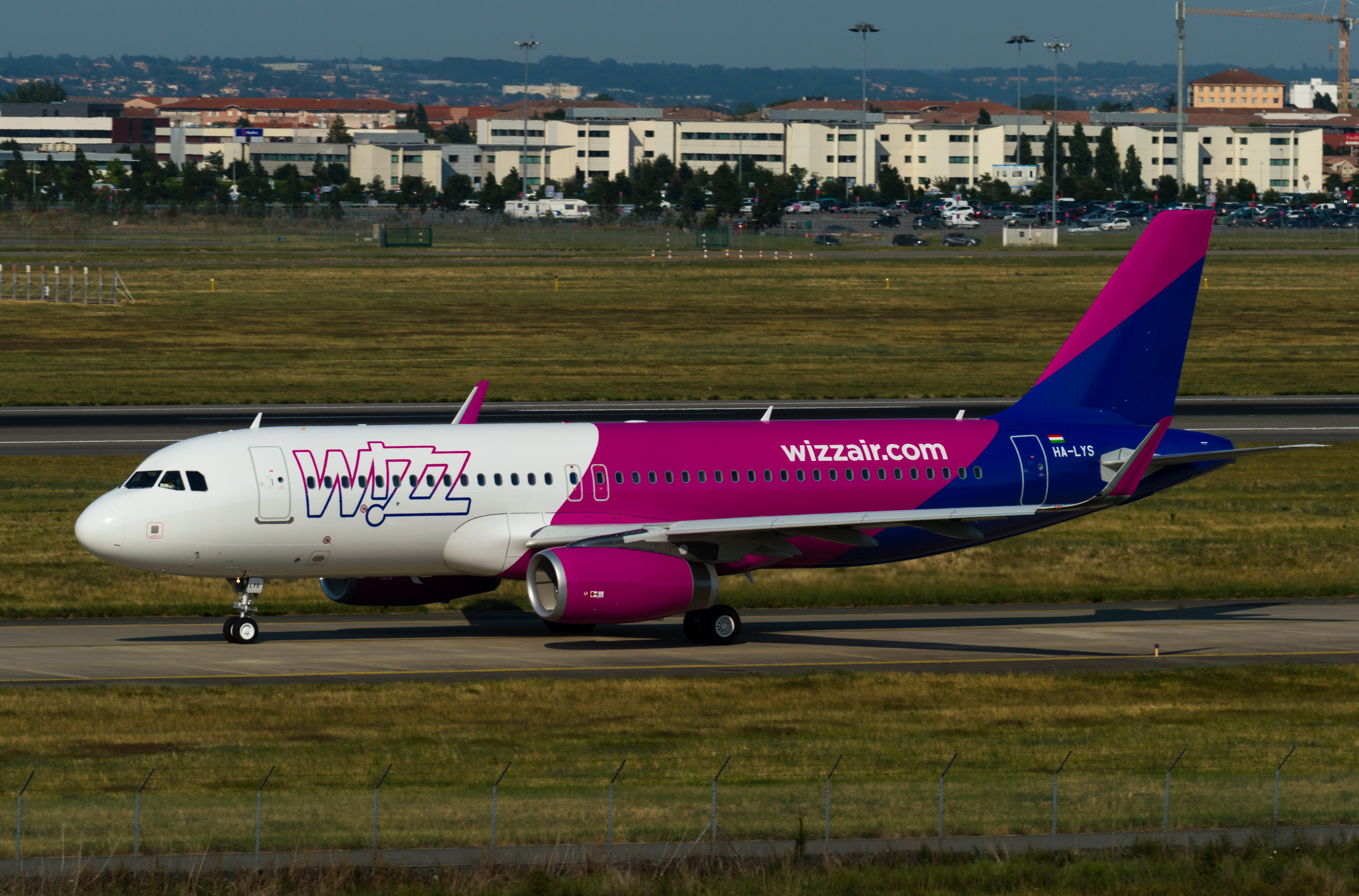
Airbus A320 da Wizz Air.

Em 2024, a frota da Wizz Air era composta pelas seguintes aeronaves.
| Aeronave        | Quantidade | Encomendas | Passageiros | Notas |
| --------------- | ---------- | ---------- | ----------- | ----- |
| Airbus A320-200 | 41         | -          | 186         |       |
| Airbus A320Neo  | 6          | 72         | 186         |       |
| Airbus A321-200 | 41         | -          | 230         |       |
| Airbus A321Neo  | 109        | 178        | 239         |       |
| Airbus A321XLR  | -          | 20         |             |       |
| Total           | 197        | 270        |             |       |

## Destinos

Destinos da Wizz Air